# Ryo Chonan
Ryo Chonan (长 南 亮 Chonan Ryō, Tsuruoka, 8 de outubro de 1976) é um lutador de artes marciais mistas japonês. Ele já competiu no  PRIDE e no UFC. É conhecido por ser um dos lutadores que já conseguiram vencer o Anderson Silva no MMA. Ele também já venceu figuras importantes no mundo do MMA como Hayato Sakurai, Carlos Newton e Joey Villasenor.

## Carreira nas Artes Marciais Mistas

### Início da Carreira
Chonan começou sua carreira profissional de artes marciais mistas em 2001, perdendo sua primeira luta no evento Pancrase – Neo Blood Tournament. Ele então passou a lutar no DEEP atingindo seis vitórias e duas derrotas na organização, incluindo uma vitória por Nocaute Técnico contra o ex-campeão dos médios do Shooto Hayato Sakurai.
Após isso Chonan lutou no Pride Bushido 3 como um representante do Time do Japão, mas perdeu a decisão para Ricardo Almeida. No Pride Bushido 5, ele venceu Carlos Newton por decisão unânime.
Após essa vitória, foi oferecido para Chonan uma luta contra o futuro campeão do UFC Anderson Silva no PRIDE: Shockwave 2004, onde ele venceu com uma espetacular finalização que ficou conhecida como chave de calcanhar.
Chonan retornou ao DEEP e lutou no evento DEEP – 18th Impact derrotando Roan Carneiro por TKO (nocaute técnico).
Ele venceu sua luta no  Pride Bushido 7 contra Nino Schembri por decisão unânime. Porém acabou sendo nocauteado por Phil Baroni no Pride Bushido 8. Ele também perdeu sua próxima luta contra seu futuro companheiro de equipe Dan Henderson por nocaute na segunda luta de abertura no  Pride Bushido 9.
Voltou a lutar no DEEP – 23 Impact e derrotou Ryuta Sakurai por nocaute técnico tornando-se assim o terceiro campeão dos médios do DEEP.
Em 2006 no  Pride Grand Prix Welterweight, Chonan sofreu uma fratura orbital no final da sua luta contra Joey Villasenor causado por um pisão, mas foi capaz de continuar no torneio. Em sua próxima luta contra Paulo Filho, Chonan foi finalizado com um armlock no início do primeiro round.
Em fevereiro de 2007, Chonan voltou a lutar no DEEP – 28 Impact derrotando o ex-campeão dos médios Ryuta Sakurai e defendendo seu título de campeão.

### Ultimate Fighting Championship
Ryo Chonan estreou no Ultimate Fighting Championship no evento UFC 78 contra Karo Parisyan em 17 de novembro de 2007, luta na qual Chonan perdeu por decisão unânime após três rounds.
Chonan então derrotou por decisão dividida Roan Carneiro em uma revanche que ocorreu em 6 de setembro de 2008, no UFC 88.
No UFC 92, Chonan veio a encontrar outra derrota contra Brad Blackburn. Blackburn controlou os dois primeiros rounds e Chonan foi significativamente mais dominante no terceiro porém acabou perdendo por decisão unânime.
Chonan atualmente faz parte do Team Quest, juntamente com o ex-campeão do PRIDE Dan Henderson, Matt Lindland, Jason Miller e Rameau Thierry Sokoudjou.
Ryo Chonan foi demitido do UFC após sofrer derrota por decisão dividida contra o canadense TJ Grant.

### Retorno ao Japão
Após ser liberado do UFC, Chonan voltou a lutar no Japão e no DEEP – 43 Impact venceu Jutaro Nakao por decisão unânime.
Chonan fez sua estreia no evento DREAM no DREAM.13 e venceu Andrews Nakahara por decisão unânime.
Ele então estreou no evento asiático WVR (World Victory Road) em 30 de dezembro de 2010. Chonan enfrentaria Dan Hornbuckle, mas uma doença obrigou Hornbuckle a ficar fora do card e ele foi substituído pelo Taisuke Okuno. Chonan perdeu a luta por nocaute no primeiro round.
Chonan voltou a lutar no Deep - 54 Impact em 24 de junho de 2011 contra Iwase Shigetoshi. Chonan venceu a luta por nocaute.
Em 29 de outubro, Chonan venceu Naoki Samukawa por decisão unânime.
Chonan lutou no Fight For Japan: Genki Desu Ka Omisoka 2011, onde ele enfrentou Hayato Sakurai. Ele perdeu a luta por decisão unânime.

### Aposentadoria
Em agosto de 2013, Chonan anunciou que iria realizar sua última luta como profissional contra Dan Hornbuckle, no dia 20 de outubro de 2013. A luta foi o evento principal do DEEP: Tribe Tokyo Fight. Um fator interessante sobre essa luta é que no terceiro round Chonan tentou a mesma finalização que usou para vencer Anderson Silva. Chonan venceu a luta por decisão unânime, após cinco rounds e retirou-se do MMA.

## Títulos
- DEEP
  - Campeão da Categoria Médios do DEEP (uma vez)
  - Uma defesa de título bem sucedida

- Sherdog
  - 2005 Melhor finalização do ano-  vs. Anderson Silva em 31 de Dezembro de 2004

- Sports Illustrated
  - 2000s Melhor finalização da década-  vs. Anderson Silva em 31 de Dezembro de 2004[5]
  - 2000s One Hit Wonder[5]

- Bleacher Report
  - 2000s Finalização da década-  vs. Anderson Silva em 31 de Dezembro de 2004

- MMAFighting
  - 2004 Lutador Categoria Médio do Ano
  - 2004 Finalização do Ano -  vs. Anderson Silva em 31 de Dezembro de 2004

## Cartel no MMA
| Cartel no MMA   |             |             |
| 33 lutas        | 20 vitórias | 13 derrotas |
| Por nocaute     | 7           | 4           |
| Por finalização | 2           | 1           |
| Por decisão     | 11          | 8           |

| Res.    | Cartel | Oponente         | Método                           | Evento                                             | Data                    | Round | Tempo | Local                         | Notas                                                      |
| ------- | ------ | ---------------- | -------------------------------- | -------------------------------------------------- | ----------------------- | ----- | ----- | ----------------------------- | ---------------------------------------------------------- |
| Vitória | 20-13  | Dan Hornbuckle   | Decisão (unânime)                | DEEP - Tribe Tokyo Fight                           | 20 de outubro de 2013   | 3     | 5:00  | Osaka, Japão                  | Ganhou o cinturão meio-médio do DEEP. Aposentou-se do MMA. |
| Vitória | 20-13  | Seichi Ikemoto   | Decisão (unânime)                | DEEP - Osaka Impact 2013                           | 28 de abril de 2013     | 3     | 5:00  | Osaka, Japão                  |                                                            |
| Derrota | 20-13  | Hayato Sakurai   | Decisão (unânime)                | Fight For Japan: Genki Desu Ka Omisoka 2011        | 31 de dezembro de 2011  | 3     | 5:00  | Saitama, Japão                |                                                            |
| Vitória | 20-12  | Naoki Samukawa   | Decisão (unânime)                | Deep Cage Impact 2011 in Tokyo, 2nd Round          | 29 de outubro de 2011   | 3     | 5:00  | Tóquio, Japão                 |                                                            |
| Vitória | 19–12  | Shigetoshi Iwase | Nocaute (soco)                   | Deep - 54 Impact                                   | 24 de junho de 2011     | 1     | 4:45  | Tóquio, Japão                 |                                                            |
| Derrota | 18–12  | Taisuke Okuno    | Nocaute (soco)                   | World Victory Road Presents: Soul of Fight         | 30 de dezembro de 2010  | 1     | 0:19  | Tóquio, Japão                 |                                                            |
| Vitória | 18–11  | Jun Hee Moon     | Nocaute Técnico (socos)          | Deep: 50th Impact                                  | 24 de outubro de 2010   | 3     | 2:57  | Tóquio, Japão                 |                                                            |
| Derrota | 17–11  | Jung Hwan Cha    | Nocaute (socos)                  | Astra                                              | 25 de abril de 2010     | 2     | 1:16  | Yokohama, Japão               |                                                            |
| Vitória | 17–10  | Andrews Nakahara | Decisão (unânime)                | DREAM.13                                           | 22 de março de 2010     | 2     | 5:00  | Yokohama, Japão               |                                                            |
| Vitória | 16–10  | Jutaro Nakao     | Decisão (unânime)                | Deep (mixed martial arts)                          | 23 de agosto de 2009    | 3     | 5:00  | Tóquio, Japão                 |                                                            |
| Derrota | 15–10  | TJ Grant         | Decisão (dividida)               | UFC 97                                             | 18 de abril de 2009     | 3     | 5:00  | Montreal, Quebec, Canadá      |                                                            |
| Derrota | 15–9   | Brad Blackburn   | Decisão (unânime)                | UFC 92                                             | 27 de dezembro de 2008  | 3     | 5:00  | Las Vegas, Nevada, EUA        |                                                            |
| Vitória | 15–8   | Roan Carneiro    | Decisão (dividida)               | UFC 88                                             | 6 de setembro de 2008   | 3     | 5:00  | Atlanta, Geórgia, EUA         |                                                            |
| Derrota | 14–8   | Karo Parisyan    | Decisão (unânime)                | UFC 78                                             | 17 de novembro de 2007  | 3     | 5:00  | Nova Iorque, Nova Jérsia, EUA | Perdeu o título de campeão dos médios do DEEP.             |
| Vitória | 14–7   | Seo Do Wong      | Nocaute Técnico                  | DEEP – DEEP in Yamagata                            | 24 de junho de 2007     | 1     | 2:58  | Yamagata, Japão               | Desceu para o meio-médio                                   |
| Vitória | 13–7   | Ryuta Sakurai    | Decisão (maioria)                | DEEP – 28 Impact                                   | 16 de fevereiro de 2007 | 3     | 5:00  | Tokyo, Japão                  | Defendeu o título de campeão dos médios do DEEP.           |
| Derrota | 12–7   | Paulo Filho      | Finalização (armlock)            | Pride Bushido 12                                   | 26 de agosto de 2006    | 1     | 2:30  | Nagoya, Japão                 | PRIDE 2006 WW GP Quartas de Final.                         |
| Vitória | 12–6   | Joey Villaseñor  | Decisão (dividida)               | Pride Bushido Survival 2006                        | 4 de junho de 2006      | 2     | 5:00  | Saitama, Japão                | PRIDE 2006 WW GP Round de Abertura                         |
| Vitória | 11–6   | Ryuta Sakurai    | Nocaute Técnico (corte)          | DEEP – 23 Impact                                   | 5 de fevereiro de 2006  | 1     | 1:57  | Tóquio, Japão                 | Venceu o título de campeão dos médios do DEEP.             |
| Derrota | 10–6   | Dan Henderson    | Nocaute (soco)                   | Pride Bushido 9                                    | 25 de setembro de 2005  | 1     | 0:22  | Tóquio, Japão                 |                                                            |
| Derrota | 10–5   | Phil Baroni      | Nocaute (soco)                   | Pride Bushido 8                                    | 17 de julho de 2005     | 1     | 1:40  | Nagoya, Japão                 |                                                            |
| Vitória | 10–4   | Nino Schembri    | Decisão                          | Pride Bushido 7                                    | 22 de maio de 2005      | 2     | 5:00  | Tóquio, Japão                 |                                                            |
| Vitória | 9–4    | Roan Carneiro    | Nocaute Técnico (corte)          | DEEP – 18th Impact                                 | 12 de fevereiro de 2005 | 3     | 2:15  | Tóquio, Japão                 |                                                            |
| Vitória | 8–4    | Anderson Silva   | Finalização (chave de calcanhar) | Pride Shockwave 2004                               | 31 de dezembro de 2004  | 3     | 3:08  | Saitama, Japão                |                                                            |
| Vitória | 7–4    | Carlos Newton    | Decissão (unânime)               | Pride Bushido 5                                    | 14 de outubro de 2004   | 2     | 5:00  | Osaka, Japão                  |                                                            |
| Derrota | 6–4    | Ricardo Almeida  | Decisão (unânime)                | Pride Bushido 3                                    | 23 de maio de 2004      | 2     | 5:00  | Yokohama, Japão               |                                                            |
| Vitória | 6–3    | Daijiro Matsui   | Decisão (maioria)                | DEEP – 13th Impact                                 | 22 de janeiro de 2004   | 3     | 5:00  | Tóquio, Japão                 |                                                            |
| Vitória | 5–3    | Hayato Sakurai   | Nocaute Técnico (corte)          | DEEP – 12th Impact                                 | 15 de setembro de 2003  | 3     | 2:10  | Tóquio, Japão                 |                                                            |
| Vitória | 4–3    | Yuji Hisamatsu   | Decisão (maioria)                | DEEP – 11th Impact                                 | 13 de julho de 2003     | 3     | 5:00  | Osaka, Japão                  |                                                            |
| Derrota | 3–3    | Masanori Suda    | Decisão (dividida)               | DEEP – 7th Impact                                  | 8 de dezembro de 2002   | 3     | 5:00  | Tóquio, Japão                 |                                                            |
| Win     | 3–2    | Katsumi Usuta    | Nocaute Técnico (golpes)         | DEEP – 6th Impact                                  | 7 de setembro de 2002   | 1     | 0:05  | Tóquio, Japão                 |                                                            |
| Derrota | 2–2    | Eiji Ishikawa    | Decisão (maioria)                | DEEP – 5th Impact                                  | 9 de junho de 2002      | 2     | 5:00  | Tóquio, Japão                 |                                                            |
| Vitória | 2–1    | Kenji Akiyama    | Finanização (socos)              | DEEP – 4th Impact                                  | 30 de março de 2002     | 1     | 4:22  | Nagoya, Japão                 |                                                            |
| Vitória | 1–1    | Takaku Fuke      | Decisão (unânime)                | DEEP – 3rd Impact                                  | 23 de dezembro de 2001  | 3     | 5:00  | Tóquio, Japão                 |                                                            |
| Derrota | 0–1    | Hikaru Sato      | Decisão (unânime)                | Pancrase – Neo Blood Tournament Elimination Rounds | 5 de maio de 2001       | 3     | 5:00  | Japão                         |                                                            |

## Ligações Externas
- «Site Oficial do DEEP (em japonês»)
- «Cartel de Ryo Chonan no Sherdog (em inglês»)